# 廖场乡
廖场乡，是中华人民共和国四川省雅安市名山区曾经下辖的一个乡。2019年12月，撤销廖场乡，将原廖场乡万坝村、藕塘村、廖场村、新场村、桂芳村所属行政区域划归黑竹镇管辖，原廖场乡观音村所属行政区域划归百丈镇管辖。

## 行政区划
廖场乡撤销前下辖以下地区：
万坝村、藕塘村、廖场村、观音村、新场村和桂芳村。